# Born Free (filme)
Born Free (Brasil: A História de Elsa / Portugal: Uma Leoa Chamada Elsa) é um filme britânico de 1966 estrelado por Virginia McKenna e Bill Travers como Joy e George Adamson, um casal que adota Elsa, um filhote de leão. Quando adulta percebem que Elsa deve viver em liberdade e a preparam para viver na natureza, soltando-a em uma reserva no Quénia . O filme foi produzido pela Columbia Pictures. O roteiro, escrito por Lester Cole (sob o pseudônimo de Gerald LC Copley, baseou-se no livro de Joy Adamson 1960, Born Free. O filme foi dirigido por James Hill e produzido por Sam Jaffe e Paul Radin. O filme e sua trilha sonora por John Barry, ganharam inúmeros prêmios.